# Дом быта (Разъезжая улица)
Дом бы́та на Разъезжей улице, дом 12 (Большая Московская улица, дом 20) — здание в стиле советского модернизма в Центральном районе Санкт-Петербурга.
Здание было спроектировано в рамках разработанной мастерской «Ленпроекта» № 8 серии районных домов бытового обслуживания согласно идее XXIII съезда КПСС «превратить службу быта в крупную механизированную отрасль народного хозяйства, увеличить к 1970 году объём бытовых услуг, оказываемых населению, примерно в 2,5 раза», архитекторы — Раиса Бергман, О. Василенко, дом быта построен в 1964—1968 годах. Здание стоит на перекрёстке.
Дома быта должны были создавать условия для укрупнения и механизации бытовых услуг, а также привлекать посетителей комфортными условиями ожидания и видом. Они почти сплошь остеклены с использованием специально восстановленного производства стемалита в металлических переплётах, у данного здания — чёрных.
Хотя здание выделяется в сравнении с соседними домами, оно «деликатно по отношению к ним». Стеклянный фасад был заключён в светлую бетонную «раму», нижняя планка которой на 2019 год выкрашена в чёрный цвет, что делает вывески арендаторов более видимыми, но «нарушает тектонику здания».